# 클레이모어의 등장인물 목록
본 문서는 야기 노리히로 원작 만화 및 애니메이션의 《클레이모어》에 등장하는 인물들을 다루고 있다.

## 세대
등장인물들은 크게 세 세대에 걸쳐 구별할 수 있다. 클레어 세대는 클레어가 클레이모어가 된 시점으로부터 북쪽의 전란 종료까지의 시점에 등장하는 인물들이며, 구세대는 클레어가 전사가 되기 전 시점까지 활약하던 인물들이고, 신세대는 북쪽의 전란이 종료된 뒤부터 등장하는 인물들을 가리키는 말이다. 수록 기준은 '조직'의 전사로 활약하는가의 여부이다.

### 클레어 세대
굵은 글씨로 표시된 인물은 북쪽의 전란에서 살아남은 7명이다.
| 이름       | 넘버 | 상태 (연재 시점)                               |
| ---------- | ---- | ---------------------------------------------- |
| 알리시아   | #1   | 사망                                           |
| 베스       | #2   | 사망                                           |
| 갈라테아   | #3   | 제명됨                                         |
| 오필리아   | #4   | 각성함 / 사망                                  |
| 라파엘라   | #5   | 루시엘라와 융합된 상태로 각성함                |
| 밀리아     | #6   | 제명됨                                         |
| 에바       | #7   | 사망                                           |
| 플로라     | #8   | 사망                                           |
| 진         | #9   | 사망                                           |
| 운디네     | #11  | 사망                                           |
| 베로니카   | #13  | 사망                                           |
| 신시아     | #14  | 제명됨                                         |
| 드네브     | #15  | 제명됨                                         |
| 엘리자     | #17  | 사망                                           |
| 릴리       | #18  | 사망                                           |
| 퀴니       | #20  | 사망                                           |
| 헬렌       | #22  | 제명됨                                         |
| 젤다       | #24  | 사망                                           |
| 에멜리아   | #27  | 사망                                           |
| 웬디       | #30  | 사망                                           |
| 타바사     | #31  | 제명됨 / 사망                                  |
| 카티아     | #32  | 각성함 / 사망                                  |
| 파멜라     | #35  | 사망                                           |
| 클라우디아 | #36  | 사망                                           |
| 나탈리     | #37  | 사망                                           |
| 카를라     | #39  | 사망                                           |
| 유마       | #40  | 제명됨                                         |
| 마틸다     | #41  | 사망                                           |
| 율리아나   | #43  | 사망                                           |
| 다이아나   | #44  | 사망                                           |
| 클레어     | #47  | 제명됨                                         |
| 엘레나     | 불명 | 각성하기 전 클레어에게 검은 편지를 보냄 / 사망 |
| 라켈       | 불명 | 사망                                           |
| 케이트     | 불명 | 사망                                           |

### 신세대
| 이름       | 넘버 | 상태 (연재 시점) |
| ---------- | ---- | ---------------- |
| 알리시아   | #1   | 각성함           |
| 베스       | #2   | 각성함 / 사망    |
| 오드리     | #3   | 전사             |
| 미아타     | #4   | 전사             |
| 레이첼     | #5   | 전사             |
| 르네       | #6   | 전사             |
| 아나스타샤 | #7   | 전사             |
| 디트리히   | #8   | 전사             |
| 니나       | #9   | 전사             |
| 라프테라   | #10  | 전사             |
| 니케       | #15  | 전사             |
| 클라리스   | #47  | 사망             |

### 구세대
| 이름     | 넘버 | 상태 (연재 시점)                             |
| -------- | ---- | -------------------------------------------- |
| 테레사   | #1   | 사망                                         |
| 로즈마리 | #2   | 검은 편지를 테레사에게 주기 전 각성함 / 사망 |
| 프리실라 | #2   | 각성함                                       |
| 일레네   | #3   | 제명됨 / 불명                                |
| 소피아   | #4   | 테레사 토벌 당시 사망                        |
| 노엘     | #5   | 테레사 토벌 당시 사망                        |
| 엘다     | #6   | 불명                                         |

### 기타 등장인물
다음 등장인물들은 여러 세대에 걸쳐서 나온다.
| 인물       | 세대          | 넘버 | 상태 (연재 시점)         |
| ---------- | ------------- | ---- | ------------------------ |
| 루시엘라   | 루시엘라 세대 | #1   | 파괴자                   |
| 리플       | 2세대         | #1   | 더프와 융합함 / 사망     |
| 아가사     | 불명          | #2   | 사망                     |
| 이슬레이   | 1세대         | #1   | 심연식인의 공격으로 사망 |
| 리가르드   | 1세대         | #2   | 사망                     |
| 더프       | 1세대         | #3   | 사망                     |
| 히스테리아 | 불명          | #1   | 부활 후 각성함 / 사망    |
| 카산드라   | 불명          | #1   | 부활 후 각성함 / 사망    |
| 록산느     | 불명          | #1   | 부활 후 각성함 / 사망    |

## 핵심 인물
전편에 걸쳐 지속적으로 비중있게 등장하거나, 또는 비중을 지닌 인물들이다.

### 클레어
- 성우: 쿠와시마 호코
- 오른손잡이
- 공격형
- 넘버: 47
- 키: 170 센티미터

만화와 애니메이션의 주인공. 넘버 47로 클레어 시대 클레이모어 중 최하위이다. 다른 클레이모어들과는 달리 요괴가 아닌 반인반요의 전사 '미소의 테레사'의 피와 살을 이식받은 '특수체'이다. '조직'은 '탁월한 전사의 혈육(血肉)을 이식하여, 다음 대 전사에서도 그 힘이 발휘될 수 있는지를 실험한다'는 취지 하에 클레어에게 테레사의 몸을 심는다. 조직 최초로 스스로 원하여 클레이모어가 된 사례이기도 하다. 겉으로 보이는 모습은 과묵하고 냉정하여 주변에서 접근하기 힘들어 하지만, 실제로는 감정의 기복이 심하며 상냥한 성격을 지니고 있다. 지나친 집단 행동을 싫어하며 독단적으로 판단하여 행동하는 일이 잦다. 이는 주변에 미치는 피해를 최소화하기 위한 스스로의 판단이다.

#### 신체 능력
요귀가 아닌 전사의 혈육을 몸에 주입받았기 때문에 주변으로부터 반인반요가 아닌 쿼터(1/4)로 불릴 때가 있다. 따라서 보통의 전사에 비해 타고난 운동 능력이 뒤떨어진다. 다만 테레사의 특성을 계승하여 요기를 미리 감지하는 능력을 지니고 있다. 원래는 요기 감지력 외에 그다지 뛰어난 전투력을 보이지 못하지만, 라보나에서의 전투로 반각성 체험을 하며, 일레네의 오른팔을 얻어 고속검을 쓸 수 있게 되며, 북쪽의 전란 후 7년의 공백기 동안의 단련으로 반인반요 전사들 중 상위에 놓일 수 있는 실력을 갖추게 된다.
고속검은 일레네의 오른팔을 얻어 쓸 수 있게 되었으나 실력 자체가 뒤떨어지는데다 냉정을 유지하지 못하는 클레어의 성격 때문에 일레네의 것만큼 위력을 발휘하지 못한다. 이후 요기를 감지하는 능력을 가미하여, 특정 공격 대상만을 선별하여 공격할 수 있게 됨으로써, 적을 골라서 벨 수 없는 고속검의 단점을 극복하게 된다.
북쪽의 전란 사건 이후 7년 동안 조직의 감시망에서 벗어나기 위해 요력을 억제하여 완전히 봉하는 데 성공한다. 이를 위해 요기를 발산해야 하는 고속검을 쓰지 않고, 대신 플로라의 특기 '풍참(風斬)'을 습득한다.

#### 경력
어렸을 때 오빠의 몸을 뒤집어 쓴 요귀에게 가족을 잃었고 살던 마을에서 추방당했다. 이후 또 다른 요귀에게 붙잡혀 노리갯감으로 학대를 받아 실어증에 걸렸고, 살아갈 희망과 기력을 잃는다. 그러던 중 어떤 마을의 요귀를 사냥하는 임무를 수행 중이던 테레사에게 구원받는다. 이로 인해 테레사가 죽은 뒤 원수를 갚기 위해 스스로 조직의 문을 두드려 클레이모어가 된다. 기본적으로 반인반요가 아닌 쿼터이기 때문에 운동 능력이 떨어져 다른 훈련생들에 비해 대검을 제대로 사용할 수 없었지만, 이를 극복하고 최종 시험을 통과하여 전사의 자격을 얻게 된다.
임무를 수행하던 중 소년 라키를 만나게 되었고, 라키에게서 자신의 어린 시절을 연상하게 되었으며 함께 여행을 하게 된다. 성도(聖都) 라보나의 싸움 때 라키와 점차 정이 깊어지게 되었으나, 고나르 마을 임무에서 폭주한 오필리아의 공격으로부터 라키를 살리기 위해 헤어지게 된다. 오필리아에게 죽음을 당할 뻔했으나 과거 넘버 2 실력자였던 일레네의 도움으로 살아남게 되고, 일레네의 오른팔을 받아 고속검을 쓸 수 있게 된다. 이후 헤어진 라키의 행방을 찾아 북쪽 땅 알폰스의 각성자 사냥에 참여하나, 각성자의 군세(軍勢)에 견디지 못하고 패배한다. 이후 조직에게 있어 클레어는 죽은 것으로 취급된다. 이후 살아남은 전사들과 함께 수련하면서, 라키를 계속 찾는다. 북쪽의 전란으로부터 7년이 흐른 뒤 북쪽 땅에 거주하던 중 라키가 나타났다는 정보를 입수하고 남쪽으로 내려가기로 결심한다.

#### 애니메이션의 설정
북쪽의 전란 뒤 반각성한 상태로 프리실라와 싸우며, 각성 직전까지 요력을 해방하여 간신히 프리실라를 제압한다. 요괴화되려는 찰나에, 진의 희생으로 원래 모습으로 되돌려진다.

### 라키
- 성우: 타카기 모토키

요귀에게 가족을 잃은 소년. 자신의 형을 먹은 요귀에게 잡혀먹히기 직전 클레어의 도움으로 살아난다. 이후 마을에서 추방당한 뒤 황야에서 정신을 잃은 것을 클레어가 거두어 다시 한 번 목숨을 건진다. 쾌활하면서 사려깊은 성격이며 장기는 요리이다. 클레어에 대해서는 자기 생명을 건진 은인이자 이성으로서의 연모라는 측면에서 '클레어를 지키고 싶다'라고 생각하고 있으나, 실질적으로 도움이 되지 못하고 짐만 되는 자신을 한심하게 생각한다.

#### 경력
고향 도가에서 추방당한 뒤 클레어의 도움으로 살아나며, 이후 함께 여행을 하게 된다. 오필리아의 폭주로 클레어와 헤어진 뒤 노예 상인에게 붙잡혀 북쪽의 땅에 보내진다. 감옥에 갇혀 있다가 각성자들의 준동 때 혼란을 틈타 탈출하며, 이곳 저곳을 방랑하던 중 우연히 심연의 강자 이슬레이 및 인간의 모습으로 변한 프리실라와 만난다. 라키는 이슬레이에게 강해지고 싶다는 소원을 피력한 뒤 그에게서 검술을 배운다. 이후 꾸준히 클레어의 행방을 찾아 돌아다니며, 7년 뒤 고향에 성장한 모습으로 돌아온다. 이 때의 라키의 검술 실력은 요마 한 둘은 손쉽게 처리할 수 있는 수준을 보여준다.

#### 애니메이션의 설정
만화와는 달리 클레어를 찾기 위해 북쪽 땅으로 간 뒤, 피에타에서 클레어와 다시 만나게 된다.

### 테레사
- 성우: 박로미
- 오른손잡이
- 공격형
- 넘버: 1
- 키: 180 센티미터

조직 역사상 최강의 넘버 1 클레이모어. 조직 기수 77기 182번째의 전사. 등장시에는 남을 무시하는 듯하는 태도와 냉정한 언동을 보여주는 차가운 인물이었다. 사는 보람 없이 매일매일 담담하게 자신에게 주어진 임무를 수행할 뿐이었으나, 우연히 클레어와 만나게 되었고 사람의 따뜻한 마음을 되찾게 된다.

#### 특기
힘, 민첩성, 전투 기술 등 모든 면에서 뛰어나지만, 요기를 감지하는 능력이 특히 압도적으로 뛰어나기 때문에 요마의 공격방향을 미리 읽는다.
평상시의 싸늘하게 웃는 듯한 얼굴 표정을 바꿈이 없이 요마를 베는 모습에서 '미소의 테레사'라는 별명이 붙었다.
요기 해방 시 최상급 각성자를 상대로도 압도적인 힘의 격차를 보여준다.

#### 경력
어린 시절 요귀에게 가족을 잃었고, 믿었던 사람들이 자신을 '조직'에 팔아넘겨 원치 않는 반인반요 전사가 되었다.
전사가 되자마자 한 자리수 넘버를 받았다.
넘버 1 히스테리아 토벌전에서 각성 직전 히스테리아에게 치명상을 입혔으며, 이후 넘버 1이 되어 전 넘버 1 로즈마리의 흑의 서를 받고 조직의 명을 받아 임무를 수행하였다. 단 무슨 이유에서인지 자신의 힘을 숨기는 모습을 보여준다.
무덤덤하게 임무를 수행하던 중 클레어와 만나 떼어 놓을 수 없는 사이가 된다. 덕분에 전사로서의 힘을 어느 정도 잃게 되었으며 이후 각성한 프리실라에게 죽음을 당하는 원인을 제공한다. 위험에 빠진 클레어를 돕기 위해 인간 도적들을 죽인 것 때문에 숙청 대상이 되었으며, 처형장에서 집행에 응하지 않고 동료들을 거꾸로 베어 조직에 정면으로 배반을 표명한다. 이후 테레사를 죽이기 위해 프리실라, 일레네, 소피아, 노엘 4명이 투입되지만 테레사에게 속수무책으로 당한다. 넘버 2 프리실라의 잠재력을 보고 처단하려 했으나 정에 휩쓸려 몇 번에 걸쳐 목을 칠 기회가 있었음에도 살려 주었고, 이후 각성한 프리실라에게 목을 잘린다. 이후 목을 수습한 클레어는 테레사의 피와 살을 이어받게 된다.
어렸을 적 훈련생 시절에 스타프 주변의 황야를 곧잘 이탈하는 말괄량이였던 것으로 그려지고 있다.

## 클레어 세대의 클레이모어들
클레어 세대는 클레어가 전사가 된 시점으로부터 북쪽의 전란 이전 시기까지 등장하는 전사들을 말한다.

### 클레어
#클레어 참조.

### 엘레나
- 성우: 카와스미 아야코
- 키: 170 센티미터
- 오른손잡이
- 방어형
- 넘버: 불명

클레어와 같은 시기 반인반요의 전사가 되었다. 어릴 적 조직에 들어간 클레어가 '친구'로 지칭한 유일한 존재. 머지 않아 각성할 것임을 깨닫고, 클레어에게 '검은 편지'를 보내어 자신을 베어 줄 것을 요청, 클레어의 손에 죽음을 당한다. 클레어보다 늦게 전사 자격을 얻은 것으로 보인다. 넘버는 불분명하나 상위에 랭크될 실력을 가진 것으로 보이지는 않는다.

### 밀리아
- 성우: 이노우에 기쿠코
- 키: 175 센티미터
- 오른손잡이
- 공격형
- 넘버: 6

각성자 사냥을 여러 번 경험한 베테랑으로, 책임감이 강하면서 통솔력이 있다. 각성자 토벌은 넘버 17 무렵부터 참여했다.
주특기는 환영으로 순간적으로 요력을 급상승시켜 이동 속도를 극대화한다. 여기에 완급을 가미하여 전에게 잔상을 보여 혼란에 빠지게 하는 데서 '환영의 밀리아'라는 별명을 얻게 된다. 다만 이 기술은 요력을 많이 소모하기 때문에 사용 횟수는 제한되나 이동 속도는 클레이모어 전체를 통틀어 최고 수준이다.
북쪽의 전란 후 조직의 감시로부터 몸을 숨기기 위해 '새로운 환영'을 습득한다. 이전의 환영보다 속도는 느리지만, 대신 요력을 해방하지 않고 사용할 수 있다.
넘버 8 무렵 참가했던 각성자 사냥에서 대상 각성자가 자신의 친구였던 힐더였기 때문에 그 시점으로부터 조직에 대한 복수의 일념에 타오르게 된다. 이후 비밀리에 조직의 비밀을 캐기 시작하고 여러 가지 중대한 사실을 입수하게 된다. 이후 파블로 산에서 클레어 일행과의 각성자 사냥 때 죽음 직전의 위기에 처했다가 클레어의 활약으로 전세를 뒤집었으며, 이후 클레어, 드네브, 헬렌 3인과 함께 재회를 약속한다. 알폰스의 각성자 사냥에서 총대장 역할을 맡았으나, 각성자들의 군세에 밀려 패배한다. 그러나 전투 전 전사들에게 가사상태에 빠지는 약을 먹는 전략으로 목숨을 이어 나갈 것을 지시하며 그 결과 일곱 명이 생존하게 된다.
이후 살아남은 전사들과 7년 동안 북방에서 은둔한다. 이후 클레어와 함께 친구와 동료들의 원수를 갚기 위해 남하하게 된다.

### 헬렌
- 성우: 나가사와 미키
- 키: 175 센티미터
- 오른손잡이
- 공격형
- 넘버: 22

거친 성격 탓에 의뢰인을 포함한 보통 인간과 문제를 많이 일으키는 트러블 메이커이다. 그러나 천성이 쾌활하기 때문에 조직의 분위기를 띄우는 무드 메이커 역할을 한다. 드네브와는 동기로 친구처럼 오랫동안 지내 왔으며, '우리들은 인간이다'라는 확고한 신념을 갖고 있다. 밀리아를 존경하고 있으며, '언니'라고 부른다.
각성이 되기 직전 쾌감에 저항하여 반각성 상태를 경험하고 원상 복귀한 경력이 있다. 이후 한계까지 요력을 풀어 놓지 않으면 쓸 수 없는 사지 신축을 요력해방 없이도 자유로이 쓸 수 있게 되었고, 원거리 공격을 주특기로 하게 된다. 이와 같은 신체 특성을 살리기 위해 헬렌의 복장은 사지 부분이 다른 전사와 다르다. 북쪽의 전란이 있은 뒤 7년 동안 단련하여 진처럼 팔을 꼬는 '선공검'을 습득하여 최강의 찌르기를 구사할 수 있게 된다.
파블로산에서 밀리아, 드네브, 클레어와 한 조가 되어 각성자를 사냥한다. 원래는 최하위 넘버인 클레어를 업신여겼으나, 임무 종료 후 실력을 인정하고 이후 살아남아 다시 만나자는 약속을 한다. 이후 알폰스 사냥에서 클레어, 밀리아와 다시 만나며, 주력으로 활약을 하며 끝까지 각성자와 싸우나 끝내 패배한다. 가까스로 살아남은 뒤 몸을 숨기면서 수련을 계속한다. 이후 밀리아와 함께 동료들의 원수를 갚기 위해 남하하기로 결심한다.

### 드네브
- 성우: 타케다 하나
- 키: 175 센티미터
- 오른손잡이
- 방어형
- 넘버: 15

냉정한 발언을 서슴없이 하는 독설가로 차가운 태도를 견지하며, 동료에 대한 라이벌 의식이 강하다. 헬렌과는 다른 의미로 트러블 메이커의 역할을 한다. 요귀에게 살해당한 언니의 복수를 위해 클레이모어가 되었으나, 요귀를 몸에 이식받을 때 '죽기 싫다'라는 마음을 품었기 때문에 방어형의 전사가 되었고, 본인은 그 사실을 부끄럽게 생각한다. 이 때문에 당초는 자포자기식으로 싸움을 하였으나, 헬렌의 말 한 마디로 용기를 얻게 된다.
방어형이기 때문에 애초에도 높은 회복력을 가졌지만, 이후 요력 해방의 한계점을 찾기 위해 위험한 실험을 한 뒤 반각성을 하고, 이후 초절정의 회복력을 얻게 되어 보통의 전투에서도 자유롭게 사용하게 된다. 기본적으로 기교파에 안정된 전투 방식을 사용하나, 때때로 회복력에 의존하여 목숨을 거는 무모한 공격법도 사용한다. 북쪽의 전란 후 꾸준히 단련하여 넘버 11 운디네와 같은 쌍수검을 습득하게 된다.

### 갈라테아
- 성우: 오리카사 아이
- 키: 185 센티미터
- 오른손잡이
- 방어형
- 넘버: 3

빈틈없는 성격의 소유자. 요기 감지 능력이 특출나기 때문에 아주 먼 곳에 있는 요괴나 클레이모어의 요기 및 심리 상태까지 파악할 수 있어, 클레이모어들의 탐색 및 행동감시를 맡는 '조직의 눈'으로 등장한다. 클레어 세대의 전사들 중에서는 상당한 고참이기 때문에 그 이유로 간부들에게서 특별 취급을 받았지만, 지나치게 영리한 머리 때문에 조직에서는 '너무 오래 살았다'라면서 성가신 존재로 여기고 제거 대상으로 삼는다.
뛰어난 요기 감지 능력을 이용하여, 상대 요기를 속속들이 판단하여 자신의 요기와 상대 요기를 동조시키고, 상대를 자신의 의지에 따라 조종할 수 있다. 그러나 완전하게 조종할 수 있는 것은 아니고 움직임을 어지럽히는 수준이지만, 전투를 유리하게 진행하는 데는 충분한 수준이다. 요력 해방을 통한 힘의 상승폭이 같은 세대 전사들 중 가장 높지만, 몸매나 얼굴이 추악하게 바뀌는 것이 본인의 미의식에 어긋난다고 생각하기 때문에 요력 해방을 거의 쓰지 않는다.
조직을 배신한 후, 몸을 피하기 위해 요력을 억제하고 요기를 억누른 뒤, 클레이모어의 증거인 은빛 눈동자를 들키지 않기 위해 스스로 두 눈을 멀게 한 뒤 성도 라보나에 잠입, '시스터 라테아'라는 가명을 달고 수녀로 지낸다. 눈은 멀었지만 대신 요기 감지 능력은 더욱 상승하여, 요기를 지우는 약을 먹은 전사의 동태도 파악할 수준이 된다.

### 오필리아
- 성우: 시노하라 에미
- 키: 175 센티미터
- 오른손잡이
- 공격형
- 넘버: 4

어렸을 적 '외뿔 괴물' 프리실라에게 눈앞에서 오빠를 잃은 뒤 각성자에 대해 극도의 증오를 품는다. 이후 동료나 보통의 인간도 맘에 들지 않으면 주저없이 베어 버리기도 하며, 각성자를 죽이기 위해서라면 동료가 각성해 버려도 상관없다는 등 흉폭한 성격을 갖게 된다. 동료들에게 '피로 물든 흉전사'라고 불린다. 밀리아와는 안면이 있으며, 밀리아가 반각성 상태에 돌입하는 원인을 제공하기도 했다.
목이 한 바퀴 돌려 꺾여도 전투를 속행할 수 있는 유연한 몸을 지녔으며, 유연한 팔을 이용하여 물결치듯이 진동시켜 뱀처럼 칼의 궤도를 형성시키는 '잔물결의 검'이 주특기이다.
고나르 마을에서 클레어와 함께 각성자를 사냥하게 되지만, 클레어가 반각성자임을 알아채고 각성자와 클레어 둘 다 죽이기로 마음먹는다. 각성자를 먼저 처리한 뒤, 라키와 함께 도망친 클레어를 추격하여 죽음 직전까지 몰고 간다. 그러나 도중에 개입한 일레네에게 제압당하고, 그로 인해 입은 상처로 본인도 모르게 각성한다. 이후 자신이 각성했다는 사실을 깨닫고 정신착란 상태를 보이지만, 클레어와의 전투 중간 자아를 되찾고, 클레어에게 '프리실라를 베어 달라'라는 부탁을 남기고 죽음을 맞는다.

### 라파엘라
- 성우: 유키노 사츠키
- 키: 175 센티미터
- 오른손잡이
- 공격형
- 넘버: 5

왼쪽 눈을 잃은 전사로 눈 주위에 큰 상처 자국이 있다. 조직은 심연의 강자들에게 대항할 수 있는 전사를 만들기 위해 자매를 정신 공유 실험의 재료로 사용했고, 라파엘라는 이 실험의 피험자(被驗者)였다. 그러나 실험은 실패했고, 실험 실패로 말미암아 언니는 '남쪽의 루시엘라(심연의 강자 중 한 명)'로 각성한다. 실험 당시 루시엘라의 뒤를 잇는 넘버 2의 실력자였으며 각성 전 루시엘라와 거의 동등한 수준이었다.
루시엘라와의 정신 공유 실험 때 요기의 동조가 불완전하여, 루시엘라의 정신을 억제하지 못하고 각성시켰으며 그때 왼쪽 눈을 잃는다. 이후 실험 실패의 책임을 지고 조직에서 제명되고 요기를 억제하면서 대륙을 전전하는 생활을 지속했다. 프리실라가 각성한 뒤 공석을 메우는 명목으로 넘버 5 자리에 복귀한다. 이후 각성한 루시엘라를 쓰러뜨리는 것을 목표로 삼고, 이슬레이와 싸워 힘이 떨어진 루시엘라를 쓰려뜨려 소원을 이룬다. 그러나 루시엘라를 죽이는 것과 동시에 무의식적으로 자신의 생명을 루시엘라의 몸에 쏟아 넣어, 둘은 융화되어 반가사 상태로 생명을 유지한다. 이후 융합된 둘의 육체를 리플이 거두어, 다른 심연의 강자들에게 대항할 병기로 각성시키려 한다.

### 진
- 성우: 미츠이시 고토노
- 키: 175 센티미터
- 오른손잡이
- 공격형
- 넘버: 9

올백 머리에 눈썹이 없는 무서운 얼굴을 하고 있으나, 의리 있는 성격의 소유자이다. 팔을 최고 21회 꼬아 변형시켜, 원래 상태로 되돌리면서 생기는 회전력으로 적을 제압하는 '선공검'이 주특기. 선공검의 위력은 모든 전사들 중 최고 수준이고 여러 마리의 요귀 몸도 쉽게 관통할 수 있다. 그러나 준비 시간이 길기 때문에 1대 1 싸움에서는 사용하기 힘들며 몸에 부담을 많이 주므로 여러 번 쓸 수도 없다.
자코르 산의 각성자 사냥에서 리플에게 잡혀 고문을 받아 육체가 완전히 각성하지만, 강인한 정신력 및 클레어의 요력 동조에 의해 사람의 모습으로 돌아온다. 이후 클레어를 자신의 생명의 은인으로 생각하고 행동을 함께 한다. 피에타의 각성자 사냥에서는 소대장을 맡지만, 갑자기 나타난 리가르드에게 복부에 치명상을 입었고, 마지막에는 리가르드와의 싸움 뒤 각성을 멈출 수 없게 된 클레어를 막아 원래 상태로 되돌린 뒤 죽음을 맞는다.

### 알리시아
- 키: 180 센티미터 (각성 전)
- 오른손잡이
- 특수형
- 넘버: 1

루시엘라와 라파엘라의 실패를 교훈삼아 정신 공유 실험의 대상자가 되었고 결과는 성공적이었다. 쌍둥이 자매 중 하나로, 어렸을 적 쌍둥이 자매 베스와 함께 요귀의 혈육을 주입하여 함께 반인반요화되었으며, 전투훈련 및 요력 동조 실험으로만 시간을 소비해 왔다. 정신 동조 실험만을 반복했기 때문인지 자아는 거의 없으며, 말투도 기계적이고, 담당 지구에 모습을 나타내는 일도 거의 없다.
베스와 요력을 완전히 일치시켜, 인간의 마음을 유지한 채로 육체만 따로 각성할 수 있다. 각성에 뒤따르는 육체 변화에 대응하기 위해 특수 제작한 검은 옷을 입고 있기 때문에, 거기서 '검은 알리시아'라는 별칭을 얻는다. 각성체의 몸 크기는 각성 전과 거의 같지만, 대신 전신에 날카로운 조직이 돋아나 심연의 각성자들에게도 대항할 수 있을 정도의 위력을 발휘한다. 조직의 관계자 언급으로는 역대 최강의 넘버 1 전투체라고 부른다. 그러나 이는 어디까지나 베스의 정신력 통제에 상당량 의존한 결과이기 때문에 불완전한 강력함이라고 할 수 있다.

### 베스
- 키: 180 센티미터
- 오른손잡이
- 특수형
- 넘버: 2

넘버 1 알리시아의 쌍둥이 자매이며, 알리시아처럼 검은 옷을 입고 있다. 알리시아와 함께 행동하며, 알리시아가 각성하여 싸울 때 알리시아의 정신을 제어하는 역할을 맡는다. 이를 통해 알리시아는 육체만을 각성시켜서 폭주하지 않고 요귀들과 싸울 수 있게 된다. 대신 베스는 상당량의 정신력을 소모한다. 알리시아처럼, 거의 자아를 보이지 않는다. 조직 관계자에 의하면 베스의 존재를 상대방에게 들키는 것은 알리시아에게 치명적인 약점으로 작용하게 된다.

### 자코르 산 토벌대 멤버들

#### 클레어에게 구원을 요청한 전사
심한 부상을 입고 구원을 요청하기 위해 자코르 산을 내려온 뒤 죽음을 맞는다. 이름 및 넘버 모두 불명. 이후 클레어는 마을 사람들에게 죽은 전사를 사람과 같은 예우로 매장해 주었으면 한다고 말한다.

#### 카티아
- 성우: 가와라기 시호
- 넘버: 32

진과 함께 자코르 산 리플의 본거지에서 고문을 받다가 고통을 이기지 못하고 각성한다. 각성한 뒤에도 이성을 잃지 않고 리플에게 덤비지만, 리플이 '너무 약하다'라고 판단한 뒤, 더프에게 살해된다.

#### 라켈
진과 함께 고문을 받은 전사. 넘버는 불명. 더프의 고문으로 입은 상처로 각성 전 사망한다.

### 알폰스의 각성자 토벌대
북쪽의 전란의 전초전 격인, 알폰스의 각성자를 토벌하기 위해 편성된 전사들. 총원은 확실하지 않지만 대장 에바를 포함하여 4 ~ 5명 정도로 추측된다. 이름만 등장하기 때문에 에바 이외 넘버 확인은 불가능하다.

#### 에바, 루시아, 케이트
- 넘버: 7(에바), 나머지는 불명

### 북쪽의 전란 주요 참가자
북쪽의 전란 사건 때 이슬레이가 인솔하는 각성자 군세와 싸운 클레이모어들의 명단이다. 아래 멤버들 외에 클레어, 밀리아, 헬렌, 데네브, 진 5명을 더하여 총 24명이 싸웠다.

#### 플로라
- 성우: 마츠키 미유
- 신장: 180 센티미터
- 오른손잡이
- 공격형
- 넘버: 8

상황 및 상대에 관계없이 정중한 어조를 쓴다. 대장으로서 대원을 인솔할 때나, 또는 거꾸로 명령을 받을 때도 자신의 역할에 충실하여 무난하게 임무를 수행한다.
검을 뽑았다가 다시 집어넣는 동작을 매우 빠르게 하는 '풍참'을 쓸 수 있다. 빼는 동작이 보이지 않을 정도로 빠르며 검의 속도는 당세대 전사들 중 최고 수준이고, 여기서 '풍참의 플로라'라는 별칭을 얻었다. 풍참은 고속검과는 달리 요기를 발산하지 않고 스스로의 신체 능력과 기술에 의해 속도를 내기 때문에, 속도는 고속검보다는 떨어져도 더욱 정밀하게 목표를 겨냥할 수 있다.
북쪽의 전란에서는 소대장을 맡는다. 자신과 비슷한 기술을 쓰는 클레어에게 호감을 느꼈으며, 대련을 자청하여 막상막하로 싸운 뒤 클레어에게 강한 전사로서 자각할 것을 촉구한다. 소대를 인솔하여 싸우다가 갑자기 등장한 리가르드에게 죽음을 당한다.

#### 운디네
- 성우: 이시즈카 리에
- 신장: 175 센티미터
- 오른손잡이
- 공격형
- 넘버: 11

대검 두 개를 사용하며, 항상 부풀어 오른 근육을 노출하고 있다. 두 개의 검을 사용하는 데서 '쌍검의 운디네'라는 별칭을 얻는다. 우락부락한 근육에 말투 및 태도가 거칠지만 사실은 동료들을 아끼는 마음이 강하다.
요력을 해방시켜 근력을 크게 늘릴 수 있고, 얼굴이 요귀 형태로 바뀌기 전 단계에서 이미 근육을 부풀릴 수 있다. 강한 근력을 통해 두 개의 검을 자유롭게 사용한다. 평상시 근육질의 몸매는 이도류를 가능케 하기 위해 의도적으로 요력을 일정량 해방하여 유지하고 있는 것으로, 실제는 갸냘픈 체격이다.
이전에는 힘 및 정신력 모두 약한 하급 전사였으나, 자신의 힘이 부족하여 동료를 죽게 만든 것을 계기로 동료의 검을 다른 한 손에 들고, 앞으로 만나는 동료들을 자신의 손으로 지킬 것을 결의했다. 북쪽의 전란에서 소대장 역할을 맡았으며, 우연히 자신의 원래 모습을 알게 된 드네브와 친해진다. 이후 싸움에서 갑자기 등장한 리가르드에게 죽게 된다. 드네브는 그녀의 문장이 새겨져 있는 검을 이어받아 이도류를 쓰게 된다.

#### 신시아
- 성우: 미야가와 미호
- 방어형
- 넘버: 14

상위권 넘버의 클레이모어답지 않게 자상한 성품이며, 대범한 성격에 의젓하며, 항상 경어체를 쓴다. 태도에 걸맞은 실력도 보유하고 있으며, 북쪽의 전란에서는 베로니카 및 헬렌과 함께 활약하여 끝까지 각성자들에게 대항하나 결국 중과부적으로 패하게 된다. 구사일생으로 살아남아 이후 동료들의 원수를 갚기 위해서 클레어, 밀리아 등과 함께 남쪽으로 내려가기로 결심한다. 동료 전사와 요기를 동조시켜 자신의 신체 재생속도를 향상시키는 특기를 갖고 있다.

#### 타바사
- 성우: 와타나베 아케노
- 넘버: 31

북쪽의 전란에서 목숨을 건진 전사들 중 1명 하위 넘버 전사이지만 뛰어난 수준의 요기 감지 능력을 지니고 있어 넓은 범위 내 전사나 각성자의 존재를 알아챌 수 있다. 밀리아 일행이 남쪽으로 갈 때 함께 따라서 이동하게 된다.

#### 유마
- 방어형
- 넘버: 40

역시 북쪽의 전란에서 살아남은 1명. 넘버가 보여주듯이 실력이 뛰어나지 않으며 알폰스 각성자 사냥에서는 전투 초반 왼팔을 잃는 등 좋은 모습을 보여주지는 못했다. 정신력도 그다지 뛰어나지 않다. 북쪽의 전란이 있은 지 7년 후, 살아남은 동료들과 함께 남하한다.

### 기타 북쪽의 전란 참가자

#### 베로니카
- 성우: 와타나베 아케노
- 방어형
- 넘버: 13

과묵하지만 뛰어난 실력의 보유자. 북쪽의 전란에서 소대장 역할을 맡았다. 리가르도에게 죽음을 당한 최초의 전사이다.

#### 엘리자
- 넘버: 17
- 소속팀: 넘버 9 진

#### 릴리
- 넘버: 18
- 소속팀: 넘버 8 플로라

#### 퀴니
- 넘버: 20
- 소속팀: 넘버 6 밀리아

#### 젤다
- 성우: 가노 유이
- 넘버: 24
- 소속팀: 넘버 11 운디네

#### 에멜리아
- 넘버: 27
- 소속팀: 넘버 9 진

#### 웬디
- 넘버: 30
- 소속팀: 넘버 8 플로라

#### 파멜라
- 성우: 가노 유이
- 넘버: 35
- 소속팀: 넘버 13 베로니카

#### 클라우디아
- 성우: 모리나가 리카
- 넘버: 36
- 소속팀: 넘버 11 운디네

#### 나탈리
- 넘버: 37
- 소속팀: 넘버 13 베로니카

#### 카를라
- 성우: 가노 유이
- 넘버: 39
- 소속팀: 넘버 8 플로라

#### 마틸다
- 넘버: 41
- 소속팀: 넘버 13 베로니카

#### 율리아나
- 성우: 미야가와 미호
- 넘버: 43
- 소속팀: 넘버 11 운디네

#### 다이아나
- 성우: 모리나가 리카
- 넘버: 44
- 소속팀: 넘버 9 진

## 구세대
클레어가 클레이모어가 되기 전 세대의 전사들.

### 테레사
#테레사 참조.

### 프리실라
#상급 각성자 > 프리실라 참조.

### 소피아
- 성우: 토요구치 메구미
- 키: 175 센티미터
- 오른손잡이
- 공격형
- 넘버: 4

작품 내에서 넘버 3를 놓고 노엘과 싸워 왔다. 어조는 정중하나 거친 성격의 소유자. 막강한 힘의 소유자로 기둥 뒤에 숨어 있던 요마를 기둥과 함께 두동강내기도 한다. 이후 각성한 프리실라에게 죽음을 맞는다.

### 노엘
- 성우: 타케우치 준코
- 키: 175 센티미터
- 오른손잡이
- 공격형
- 넘버: 5

넘버 3를 놓고 소피아와 싸워 왔다. 민첩성이 뛰어나며 적을 농락하는 움직임이 주특기. 배신한 테레사를 치기 위해 소피아와 함께 협동 공격을 걸었으나 힘이 부족하여 쓰러지고, 마지막에는 각성한 프리실라의 손에 살해된다.

### 일레네
성우: 타카야마 미나미
- 키: 180 센티미터
- 오른손잡이
- 공격형
- 넘버: 3

프리실라가 나타나기 직전까지 넘버 2였지만 1단계 강등된다. 눈에 보이지 않는 빠르기로 검을 휘두르기 때문에 '고속검의 일레네'라는 별칭이 있다. 심리적으로 극도로 냉정을 유지할 수 있으며, 감정에 흘러감 없이 임무를 수행한다.
대검을 쓰는 한쪽 팔의 요력만을 해방하여 초고속으로 다단 공격을 지속하는 '고속검'이 주특기이다. 검의 속도만을 놓고 보면 테레사보다 뛰어나며 상위 넘버의 전사들조차 일레네 검의 궤도를 포착할 수 없다. 한쪽 팔만의 요력 해방은 강한 정신력을 필요로 하기 때문에 일레네만이 가능한 기술로 그려지고 있다.
테레사를 처단하기 위한 집행자 리더로, 프리실라, 소피아, 노엘 3인을 이끌었지만, 고속검이 테레사에게 통하지 않았으며 믿었던 프리실라도 테레사에게 맥없이 패한다. 그 뒤 각성한 프리실라에 의해 왼팔을 잃는 중상을 입는다. 가까스로 목숨은 건질 수 있었지만, 각성체 프리실라에게 당한 공포를 지울 수 없어 조직에서 이탈, 싸움에서 멀어져 요력을 억누르면서 은둔 생활을 하고 있었다.
오랜 세월 몸을 감추고 있었으나 테레사를 닮은 요기를 감지하였고, 오필리아와 싸우던 클레어를 목격했으며, 죽음 직전의 클레어를 구해준다. 이후 클레어에게 프리실라에 대한 증오심과 클레이모어가 된 동기를 듣고, 자신의 기술 고속검을 전수해 주었으며, 마지막에는 남은 오른쪽 팔을 베어 준다. 그러나 전수시 사용한 고속검의 요기를 들켜, 클레어가 떠난 후 조직에서 보내진 라파엘라와 양팔이 없는 상태로 대면하게 된다. 만화에는 일레네가 어떻게 되었는지 정확히 묘사되어 있지는 않으나, 조직의 기록에 의하면 숙청된 것으로 나와 있다.

## 신세대
북쪽의 전란 이후 스토리에 등장하는 전사들이다.

### 클라리스
- 넘버: 47

넘버에서 볼 수 있듯이 조직 최하위 전사. 보통의 클레이모어들과는 달리 요마의 피와 살을 받아들일 때 빠졌어야 할 두발의 색소가 남아 있는, '물이 덜 빠진' 전사이다. 요마의 속성이 불완전하게 심어졌기 때문에 육체적으로 보통의 클레이모어에 비해 떨어진다. 전투 기술도 미숙하고, 극한의 온도에서 체온 조절에도 실패하는 등 약한 모습을 보여준다. 육체적인 면모 뿐 아니라 정신적으로도 냉철함이 부족하다. 그 때문에 만나는 사람들에게 겸손하고 예의바른 모습을 보여주지만, 조직의 동료들에게 전사 취급을 받지 못한다.
조직에 의해 갈라테아의 숙청을 명 받고, 넘버 4 미아타의 보조 역할을 맡아 성도 라보나로 잠입한다. 이후 밀리아에게 조직의 비밀을 듣고 자신의 거취를 정하지 못해 혼란스러워하나, 클레어 일행의 설득으로 조직에 복귀하지 않고 라보나에 숨어 지내기로 결심한다.

### 미아타
- 공격형
- 넘버: 4

전투 능력만을 놓고 보면 넘버 1도 노릴 수 있을 정도의 강함을 보여주지만, 정신이 불안정하고, 임무가 없을 때는 구석진 곳에서 혼잣말을 반복한다. 갓난아이에 가까울 정도로 정신연령이 낮고 몸집도 어린아이의 그것이다. 자신을 보조하는 임무를 띤 클라리스를 '엄마'라고 생각하며, 클라리스에게 위해를 가하려는 존재에게 극도로 흉폭한 모습을 보여준다.
덩치가 작음에도 요마의 육체를 잘게 썰어 버리는 괴력을 지니고 있으며 한 번에 높은 건물 지붕에 오르는 도약력을 지녔다. 보통의 각성자는 혼자서, 보통 요괴는 맨손으로 처리할 정도이다. 뛰어난 오감 및 육감의 소유자로, 요기를 읽지 않아도 적의 접근을 감각적으로 알아낼 수 있다. 클라리스가 보좌하기 전까지 정신이 불안정해서 힘에 걸맞은 임무를 수행할 수 없었기 때문에, 실전 경험은 부족하다.

### 레이첼
- 공격형
- 넘버: 5

단발머리에 우락부락한 몸을 지녔으며 행동 또한 거칠다. 과거 전사나 각성자들을 '낡은 시대 녀석들'이라고 하며 무시한다.
공격 시 부하를 주는 대상물에 검을 접촉시켜 반발력을 생성하여, 거기서 튀어나올 때의 힘을 이용하여 검의 위력을 강화하는 기술을 쓴다. 기술의 위력은 굉장하여 딱딱한 각성자의 외피도 쉽게 절단할 수 있으나, 검에 부하를 주는 시간이 다소 걸리기 때문에 빠른 공격은 불가능하며 궤도를 쉽게 읽힌다. 요기 탐지 능력은 그다지 높지 않다.

### 오드리
- 방어형
- 넘버: 3

행동 및 말을 보면 언뜻 예의 바른 것처럼 보이지만, 레이첼처럼 과거 전사나 각성자들을 업신여기고 있다. 같이 토벌대를 짠 레이첼을 애칭으로 부르고 힘을 합쳐서 임무를 수행하는 등, 둘 사이는 가까운 듯하다.
힘에 의존하는 베기보다는 머리나 상처를 노려서 찌르는 것이 장기인, 레이첼과는 대조적인 기교파 전사. 특히 적의 공격을 받아 넘기는 기술이 뛰어나며 공격 궤도를 바꾸어 회피하거나 적에게 돌려주기도 한다. 요기 탐지 능력은 보통 수준이다.

### 르네
- 방어형
- 넘버: 6

머리를 여러 갈래로 땋고 있다. 요기를 민감하게 탐지하는 능력 덕분에 조직의 새로운 '눈' 역할을 하고 있으며, 빠른 발이 주특기. 성장하여 고향으로 돌아온 라키와 조우하며, 클레어의 행방을 묻는 라키의 질문에, 낮은 넘버의 전사는 명이 짧기 때문에 살아 있을 가능성이 없다는 이야기를 한다.(클레어에 대해 아는 것은 없다) 마을을 떠난 뒤 잠복해 있던 리플에게 붙잡혀서, 루시엘라와 라파엘라 융합체를 각성시킬 것을 요구받게 된다.

### 디트리히
- 넘버: 8

각성자와의 싸움 중 수세에 몰린 것을 보다못한 드네브와 헬렌에 의해 구원받는다. 기민한 이동 속도의 소유자. 상대방의 몸을 스프링처럼 이용하여 높이 뛰어올라, 낙하 에너지를 이용하여 적을 두동강낸다.

### 니나
- 넘버: 9

북쪽의 전란 이후 북쪽 땅을 담당하고 있었다. 엘리트 의식이 지나치며, 자신이 벽지인 북쪽 땅에 배속된 것에 대해 노골적으로 불만을 표시하고, 최하위 클라리스는 이름도 기억하려고 하지 않는다. 상대의 요기가 소멸할 때까지 표적을 자동으로 쫓는 기술 '그림자 뒤쫓기'를 쓰며, 표적이 빠르게 이동하더라도 반사적으로 대응할 수 있다. 북쪽 땅의 각성자 사냥 이후, 담당 지구가 변경된 것으로 보인다.

## 조직

### 루브르
- 성우: 히라타 히로아키

클레어를 비롯하여 여러 전사들에게 지령을 내리는 조직의 연락원. 검은 옷에 검은 모자, 검은 안경을 쓰고 있으며, 담당자들이 있는 곳이면 어디든 나타나는 신출귀몰한 존재이다. 방대한 정보를 알고 있으며 독자들에게 클레이모어 세계의 설정을 해설해 주는 역할을 맡고 있기도 하다. 요기를 숨긴 클레이모어들을 쉽게 찾아내거나, 몇십년이 지나도 늙지 않는 등 수수께끼 투성이의 남자. 조직 내에서는 나름대로 발언권이 있다. 클레어, 라파엘라를 담당한다. 7년이 흐른 뒤 남쪽에 다시 나타난 클레어 일행과 조우하게 된다.

### 에르미타
- 성우: 나가시마 유이치

루브르와 같은, 조직의 연락원. 갈라테아, 오필리아, 밀리아를 담당.

### 오르세
- 성우: 오츠카 호추

테레사를 담당하고 있던 조직의 연락원. 구세대 이야기가 끝난 뒤는 더 이상 등장하지 않는다.

### 림트
- 성우: 노자와 나치

조직의 멤버들 중 가장 높은 위치에 있다.

### 라드
클라리스, 미아타를 담당하는 조직의 연락원. 클라리스에게 미아타의 보좌 역할을 명한다.

## 상급 각성자

### 프리실라
- 성우: 히사카와 아야
- 키: 165 센티미터 (전사였을 때)
- 오른손잡이
- 공격형

#### 각성 전
테레사 토벌 직전에 넘버 2가 된 전사. 차기 넘버 1으로서 기대를 받았다. 전사가 된 지 불과 수 개월 만에 넘버 2의 자리에 오를 정도의 실력자이다. 스스로의 요기를 완전히 봉할 수 있으며, 요기를 방출하지 않은 채로 수십 마리의 요마를 베기도 한다. 요마에 대해 강한 증오심을 지니고 있으며 조직의 규칙을 '정의'로 신봉하고 있으며, '불의의 습격'을 비겁하다고 생각하는 등 원칙을 따지려는 미숙한 모습을 보여준다.
전사의 식별표를 받고 수 개월 후 잠재 능력과 요기를 억누르는 능력을 인정받아 테레사 토벌의 일원으로 선택되지만, 정신적으로 미숙하여 테레사가 목숨을 살려준 데 대해 격노하여 요력을 해방하고, 각성자가 된다.

#### 각성 후
각성체는 머리에 거대한 뿔이 있으며, 등 뒤에는 큰 날개 둘이 있어 비행이 가능하다. 조직의 평가로는 테레사를 웃도는 잠재 능력을 바탕으로 각성체가 되었기 때문에 각성자들 중에서도 최상급으로 쳤다. 평상시의 힘도 굉장하지만 다칠 경우 방어 본능 때문에 더욱 강력한 요력, 재생력, 파괴력을 발휘하여 심연의 강자들조차 두려움에 떨게 만든다.
각성한 자리에서 테레사의 목을 쳤고 소피아, 노엘을 죽였고 일레네에게 중상을 입혔으나, 클레어는 보고도 죽이지 않고 지나쳤다. 이후 북쪽 땅에서 식욕을 주체하지 못해 많은 사람들을 살해하였으나 소녀에게만은 위해를 가하지 않았다.
이후 이슬레이에게 발견되어 싸우며 함께 행동하게 된다. 이슬레이와의 싸움으로 기억 상실 및 유아 퇴행 현상을 보인다. 이후 이슬레이의 부하가 전멸시킨 마을에서 우연히 라키를 만나서 3명이 행동을 함께 하게 된다. 라키를 특별히 따르며, 따르는 이유는 확실하지 않지만 식욕 때문에 이끌리는 것은 아닌 것으로 보인다.

### 리플
- 성우: 미즈키 나나
- 공격형
- 넘버: 1

심연의 강자 셋 중 한 명. 서쪽 땅을 지배하기 때문에 '서쪽의 리플'로 불린다. 여자 전사 초대 넘버 1이었으며 역대 전사들 중 최연소 넘버 1이었으며, 역시 최연소로 각성자가 되었다. 더프를 자신의 남자로 칭하고 항상 함께 한다. 그가 머리가 나쁘다고 불만을 표하면서도, '자신을 받아들인 유일한 존재'로 편하게 생각하고 있다. 인간의 모습은 긴 머리칼을 지닌 몸집 작은 소녀.
각성체는 검은 촉수가 수없이 돌출된, 인간형 상반신의 모습이다. 몸은 거대하지만 동작은 매우 빠르며 유연한 움직임과는 달리 딱딱한 피부를 갖고 있다. 전사의 기술 및 특성을 한 순간에 파악하는 등 뛰어난 통찰력을 지닌다.
각성 후 오랫동안 눈에 띄는 움직임을 보이지는 않았으나 이슬레이의 움직임에 자극받아 그에게 대항하기 위해 손을 쓰기 시작한다. 진이 인솔하는 각성자 토벌대를 잡아 억지로 각성시키려고 하지만, 클레어 및 갈라테아의 저지로 놓치기도 한다. 북쪽의 전란 후 남하하는 이슬레이의 본심을 간파하여, 루시엘라와의 싸움으로 힘을 소진한 이슬레이를 잡기 위해 남쪽 땅으로 향한다. 그러나 그와 함께 있던 프리실라의 실력을 간파하고 싸우지 않고 되돌아온다.

### 이슬레이
- 성우: 유사 코지
- 공격형
- 넘버: 1

남자로서 최초로 심연의 사람이 된 존재. 극한의 땅 북쪽의 알폰스를 지배하는 것에서 '백은(白銀)의 왕' 또는 '북쪽의 이슬레이'라는 별명을 지닌다. 프리실라와 함께 행동하며, 이후 프리실라와 만난 라키의 부탁으로 검술을 가르쳐 준다. 그러나 진심은 불명. 원래는 타산적인 이유로 프리실라와 행동을 함께 했으나 이야기가 진행될수록 진심으로 프리실라를 위하는 모습을 보여 준다. 인간 모습은 장발의 미청년.
각성체는 그리스 신화에 등장하는 켄타우루스를 연상시키는 반인 반마의 모습. 양팔을 창, 도끼, 방패, 활 및 화살 등의 여러 가지 무기로 바꿀 수 있다. 상당한 거구임에도 리가르드를 웃도는 민첩함을 보여준다.
북쪽 땅에서 날뛰던 프리실라를 저지하려고 하나, 각성체 상태에서 붙은 뒤 프리실라에게 자신이 이길 수 없음을 깨닫고 프리실라의 부하가 될 것을 약속한다. 프리실라의 부하를 자청한 뒤부터 활발한 활동을 시작하며 여러 각성자들을 이용하여 남하를 시작한다. 이후 루시엘라와 격렬한 싸움을 벌인 뒤 승리한다.

### 루시엘라
- 공격형

라파엘라와의 정신 공유 실험에 실패한 뒤 각성한 세 번째의 심연의 강자. 남쪽 땅을 지배하기 때문에 '남쪽의 루시엘라'로 불린다. 단 집단 행동은 싫어하여 이슬레이나 리플처럼 부하들을 데리고 다니지 않는다. 각성체는 2개의 꼬리 및 2개의 입을 가진 짐승 모습으로, 신체 임의 장소에 입을 생성하여 근처에 있는 것 모두를 삼킨다.
넘버 5 라파엘라의 친언니. 정신 공유 실험 중 라파엘라가 요기 동조에 실패해서 각성 상태로 폭주했고, 조직은 괴멸 직전까지 간다. 북쪽의 전란 후 남하하는 이슬레이의 속셈을 간파하고, 남쪽 땅의 패권을 둘러싸고 이슬레이와 싸운다. 힘을 소진한 뒤 패주하다가, 추격해 온 라파엘라의 손에 쓰러진다. 그러나 목숨이 넘어감과 동시에 라파엘라로부터 생명력을 주입받아, 동생과 함께 붙은 상태로 반가사 상태가 된다. 이후 둘의 육체를 리플이 수거하여, 자신의 무기로 각성시키려 한다.

### 더프
- 성우: 하마다 겐지
- 공격형
- 넘버: 3

리플이 파트너로 데리고 있는 남성 각성자. 지능은 낮은 편이다. 리플을 절대적으로 추종한다. 각성체는 외피가 매우 딱딱하며 굴지의 힘을 자랑한다. 자신의 몸 일부에서 철기둥을 생성하여, 손가락 끝이나 몸 임의의 장소 및 입 안에서 밖으로 토해낼 수 있다. 각성자 치고 회복력이 낮으며, 상처 회복 및 육체 재생에는 상당한 시간을 필요로 한다. 한 때 넘버 3의 남자 전사이기도 했으며, 전사였을 시절 이슬레이와 리가르드와 안 좋은 사이였다.

### 리가르도
- 성우: 유키 히로
- 공격형
- 넘버: 2

인간일 때는 흑발의 청년 모습을 한 남자 각성자. 각성체의 모습에서 '은빛 눈의 사자왕'이라는 별명을 갖지만, 그 이름으로 불리는 것을 별로 좋아하지 않는다. 겉모습은 친절한 남자로 보이지만 이슬레이의 말에 의하면 '한 번 화나면 멈출 수 없는 자'이다. 각성체는 별명과 같이 사자와 같은 용모를 지니고 있으며, 빠른 운동 능력 및 신축성 있는 육체를 보여준다. 약한 자와의 싸움은 좋아하지 않으며, 적이라도 실력 있는 상대일 경우 칭찬하는 모습을 보인다. 전사 시절 넘버 2였으며 이슬레이보다 자신이 우위에 있다고 생각하며 이후 각성하여 이슬레이와 대결하나 패배한 뒤 오른팔이 될 것임을 맹세했다.
북쪽의 전란 때 이슬레이에게 피에타를 진멸하라는 지령을 받고, 압도적 실력으로 많은 수의 소대장들을 쓰러뜨렸다. 밀리아와의 전투에서도 시종 우세를 점하며 뒤를 쫓았으나, 사지(四肢)를 각성시킨 클레어에게 쓰러진다.

### 고나르 마을의 각성자
- 성우: 치하라 미노리

원래 한 자리 수 넘버였던 여자 전사 각성자. 인간의 모습은 흑발의 소녀. 각성하면 팔과 머리칼이 무수한 촉수처럼 변한다. 오필리아와의 싸움에서 목을 부러뜨리고 자신이 이겼다고 생각하지만, 방심한 순간 반격해 오는 오필리아에게 난자당하여 최후를 맞는다.

### 파블로 산의 각성자
- 성우: 미야모토 미츠루

조직 설립 초기에 만들어진 남자 전사 각성자. 6개의 팔을 갖고 있으며 재생 능력이 뛰어나다. 루브르에게 정보를 제공받고 반각성한 경험이 있는 밀리아 외 3인을 처단하는 임무를 맡았다. 각성 전에도 어느 정도의 실력자였을 것으로 보이며, 밀리아, 데네브, 헬렌, 클레어의 4명을 간단하게 제압한다. 그러나 강력한 요기에 의존하는 점을 역으로 이용한 클레어의 전술에 말려들었으며, 간격을 좁힌 클레어에게 팔들을 베인 뒤, 밀리아와의 협력 공격에 최후를 맞는다.

### 아가사
- 넘버: 2
- 방어형

과거 넘버 2의 클레이모어였으며 언제부터인가 '선혈의 아가사'로 불리게 된다. 각성 후 성도 라보나에 몸을 숨기고 있었다. 라보나에 있었던 갈라테아에게 요기를 들켰고, 뒤이어 미아타, 갈라테아와 싸우게 된다. 이후 등장한 클레어 일행에게 중추 부위를 베이고 도망치며, 갈라테아를 인질로 잡고 클레어 일행을 위협하나, 이어진 클레어의 풍참(風斬)에 최후를 맞는다.

### 로즈마리
- 넘버: 2
- 공격형

번외편에서 등장한다. 원래 넘버 1이었으나, 테레사에게 밀려 넘버 2로 내려갔다. 이에 앙심을 품고 각성하지만 각성한 것을 숨기고 테레사에게 검은 편지를 보내어 1대 1 결투를 신청한다. 각성체로 변신하여 온 힘을 다했으나, 테레사는 눈동자가 변할 정도의 요기만 해방시켜서 로즈마리를 간단하게 제압한다.

### 힐다
- 성우: 마츠시타 고미나
- 넘버: 6
- 공격형

번외편에서 등장. 밀리아와 친한 친구였다. 각성할 것을 직감하고 오필리아에게 '검은 편지를 밀리아에게 전달해 달라'라고 부탁했으나, 오필리아는 이를 따르지 않고 힐더가 각성자가 되도록 내버려 둔다. 이후 자신의 정체를 모르는 밀리아에게 쓰러진다. 각성체로 변했을 때 손에 아무런 무기를 들고 있지 않았기 때문에 공격할 의사가 없었던 것으로 보인다.
각성체의 외관은 거대한 미이라처럼 보인다.

## 하급 각성자 및 보통의 요마

### 자키로 변한 요마
- 성우: 이시다 아키라

라키의 고향 도가에 숨어 있던 요마. 라키의 부모님을 먹은 뒤 라키의 형까지 먹고 중추를 흡수하여 사람처럼 행세하여 친동생조차도 형이 요마인 줄 모르고 지낸다. 이후 클레어에게 베이지만, 이를 계기로 동생 라키까지 요괴로 의심받아 마을에서 추방된다.

### 클레이모어로 둔갑한 요마
- 성우: 사사키 유코

도가 마을에서 추방된 라키를 인질로 이용, 자신을 베러 온 클레어를 죽이려 한다. 클레어의 무모한 전략에 속아 넘어가 클레어의 복부를 손으로 관통하지만 이후 절벽 아래로 굴러떨어진 뒤, 클레어가 미리 날려보낸 대검에 머리가 두동강난다. 어떻게 클레이모어의 언더셔츠와 갑옷을 구할 수 있었는지는 의문이다.

### 라보나 대성당의 요마
- 성우: 가와모토 구니히로

라보나 대성당에 잠복해 있던 요마. 보통의 요괴와는 달리 죽은 성인(聖人)의 시신에 숨어 있는 것으로 나오며, 몸 형태를 유지하기 위해 밤마다 인간을 사냥한다. 기존 요마에 비해 덩치가 크며 강력한 전투력을 보여준다. 클레어는 요기를 무리하게 개방하여 겨우 쓰러뜨리며, 이후 완전 각성의 고비에서 회복되어 반각성자로 진화하게 된다.

## 성도 라보나

### 빈센트 사제
- 성우: 야지마 마사아키

성도 라보나의 중심에 있는, 라보나 성당의 사제. 클레이모어를 도시에 들어오지 못하게 하는 규칙에도 불구하고, 요마 퇴치를 위해 비밀리에 조직에 지원을 요청했다. 이후 클레어의 활약상에 클레이모어에 대한 선입견을 바꾸게 되었으며, 클레어가 떠난 뒤 도시의 반인반요에 대한 경계심을 완화시키기 위해 노력한다. 아가사 사건 이후 갈라테아에게 도시를 떠나지 않고 계속 머무를 것을 권유한다.

### 시드
- 성우: 요시노 히로유키

라보나의 군인. 단검을 잘 다룬다. 요마와 클레이모어를 같은 부류로 생각하고 적대감을 가지고 있었기 때문에 처음 클레어와 만났을 때는 그녀를 죽이려 했으나, 이후 진짜 요마가 등장하고, 여기에 클레어가 목숨을 걸고 대항하는 모습에 마음을 고쳐먹게 된다. 7년 뒤 도시에 나타난 아가사에 대항하여 병사들을 이끌고 함께 싸우며, 아가사의 뒤를 노려 과감하게 공격을 시도하는 등 요마를 두려워하지 않는 모습을 보인다. 북방에서 돌아온 클레어 일행을 환대하며, 라키에 대한 정보를 가르쳐 준다.

### 가크
- 성우: 호리에 카즈마

시드와 친구 사이이며 역시 라보나의 군인. 우람한 체격이며 장검을 쓴다. 역시 클레이모어들에 대해 경계감을 가지고 있었으나, 클레어가 목숨을 구해 준 뒤 요마와의 싸움에서 몸을 방패삼아 클레어를 도와 싸우는 모습을 보여준다. 도시를 떠나는 라키에게 자신의 애검(愛劍)을 건네주기도 한다. 7년 뒤 아가사의 등장 때 병사들을 진두지휘하여 조직적으로 대항하며, 이후 등장한 클레어 일행을 따뜻이 맞아 준다.

## 기타

### 도적단의 두목
- 성우: 세키 토모카즈

클레어와 동행하는 테레사와 조우한 뒤 '클레이모어는 사람을 베지 못한다'라는 정보를 이용하여 테레사를 궁지에 몰아 넣으려고 시도한다. 이후 테레사가 클레어를 맡긴 마을에 침입하여 노략질을 한다. 주무기는 자칭 '매의 검'으로 부르는, 검신이 신축적으로 늘어나는 칼을 휘두르는 것. 의기양양하게 칼을 휘두르며 뽐내었으나 테레사에게 일순간 베여 쓰러진다.

## 참고 문헌
- JadeVoice: Claymore